# Карбонара

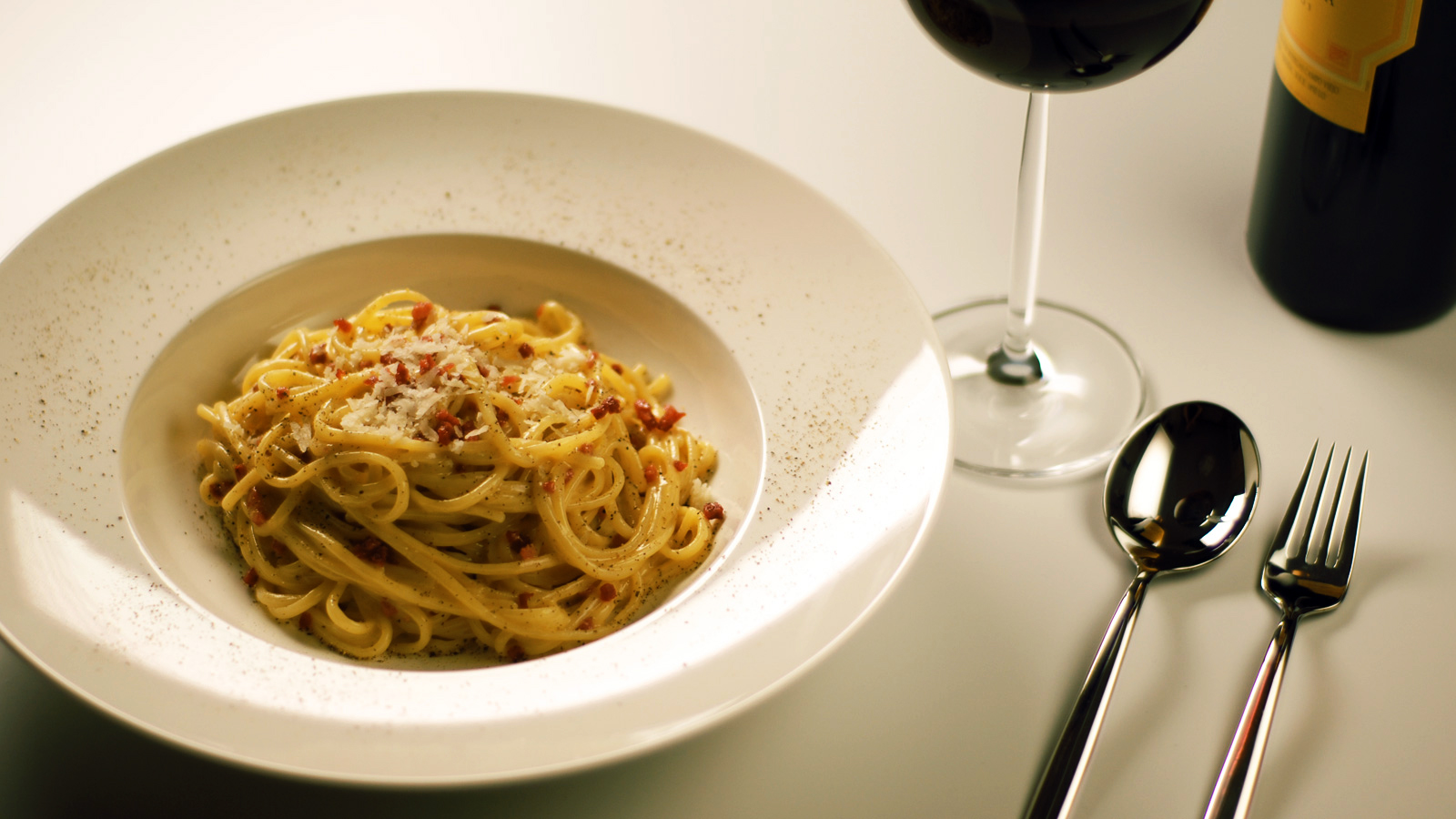
Паста карбонара

Паста карбонара (італ. Pasta alla carbonara) — спагеті з дрібними шматочками гуанчале (солона некопчена італійська свиняча щоковина), змішаних з соусом з яєчного жовтка, сиру пекоріно романо, солі і свіжезмеленого чорного перцю. Цей соус доходить до повної готовності від тепла щойно звареної пасти. Гуанчале нерідко замінюється панчетою, 
а замість пекоріно іноді використовують сир Пармезан. 
Страву  винайдено в середині XX століття . Паста карбонара є традиційною для італійського регіону Лаціо, столицею якого є Рим. В інших країнах у соус для пасти карбонара нерідко додають вершки, а щоковину замінюють копченим беконом.

## Походження назви
Існує багато теорій щодо походження назви карбонара, яка, ймовірно, з’явилася пізніше, ніж сама страва:
- Оскільки назва походить від «карбонаро», деякі люди вважають, що страву вперше приготували як ситну їжу для італійських робітників, що видобувають вугілля. У деяких частинах Сполучених Штатів ця етимологія породила термін «спагетті шахтаря».
- Джон Ф. Маріані у своїй книзі "Італійсько-американська кулінарна книга: свято страв великої американської кулінарної традиції" пише, що деякі люди вважають, що страву було створено як данину таємному товариству карбонаріїв (букв. «випалювачі деревного вугілля» ), яке було створене на ранніх етапах об’єднання Італії на початку 19 століття.
- Найбільш розповсюджена версія, що це «міська страва» з Риму. [2]
- Найбільш вірогідно, що назва "Карбонара" походить від вкраплень шматочків чорного перцю які чітко виділяються на фоні світлого фону пасти і нагадують шматочки вугілля.

## Сир
У Римі використовують пекорино романо (витриманий сир з овечого молока). Соус з пекорино може здатися занадто різким: часто порівну змішують пекорино романо та пармезан. 

## Щоковина
У Римі карбонару зазвичай готують з солоної свинячої щоковини гуанчале або панчетою. Гуанчале та панчета відрізняються тим, що в останній більше м'ясних прожилок. Дрібні кубики щоковини обсмажують до прозорості та додають до спагетті перед тим, як влити соус.